# Bruno Akrapović
Bruno Akrapović (Zenica, 26. rujna 1967.) bosanskohercegovački je nogometni trener i bivši nogometaš. Trenutačno je trener bugarskog kluba Hebar Pazardžik.